# チャーリー・フッド
チャーリー・フッド（Charlie Hood,　1930年 - ）は、アメリカ合衆国出身の元プロ野球選手（内野手）。

## 来歴・人物
進駐軍として来日し、横須賀基地に配属される。
1953年、毎日オリオンズに、同じく横須賀基地勤務のレオ・カイリーと共に入団。カイリーと違いメジャー出場経験はなかった。
ユーティリティープレーヤーで、三塁手・外野手・遊撃手に加え、捕手もこなした。25試合に出場し、93打数23安打で打率.247、26打点5本塁打の成績を残す。9月6日の対近鉄パールス戦（大阪スタヂアム）では4回から6回にかけて日本プロ野球史上初の3イニング連続本塁打を記録している（順に3ラン、2ラン、3ラン）。同年10月、シーズン終了直前に帰国、退団した。

## 詳細情報

### 年度別打撃成績
| 年 度     | 球 団     | 試 合 | 打 席 | 打 数 | 得 点 | 安 打 | 二 塁 打 | 三 塁 打 | 本 塁 打 | 塁 打 | 打 点 | 盗 塁 | 盗 塁 死 | 犠 打 | 犠 飛 | 四 球 | 敬 遠 | 死 球 | 三 振 | 併 殺 打 | 打 率 | 出 塁 率 | 長 打 率 | O P S |
| --------- | --------- | ----- | ----- | ----- | ----- | ----- | -------- | -------- | -------- | ----- | ----- | ----- | -------- | ----- | ----- | ----- | ----- | ----- | ----- | -------- | ----- | -------- | -------- | ----- |
| 1953      | 毎日      | 25    | 103   | 93    | 14    | 23    | 3        | 1        | 5        | 43    | 26    | 4     | 2        | 0     | --    | 10    | --    | 0     | 9     | 1        | .247  | .320     | .462     | .783  |
| 通算：1年 | 通算：1年 | 25    | 103   | 93    | 14    | 23    | 3        | 1        | 5        | 43    | 26    | 4     | 2        | 0     | --    | 10    | --    | 0     | 9     | 1        | .247  | .320     | .462     | .783  |

### 背番号
- 52 （1953年）

### 記録
- 3イニング連続本塁打：1953年9月6日、対近鉄パールズ戦の4回から6回にかけて、※NPB史上初